# 2017年北愛爾蘭大選
2017年北愛爾蘭大選於2017年3月2日舉行，自本届起，將選出90名北愛爾蘭議會議員，比原本的108名為少（即18個選區各少選一名）。是次選舉為提早大選，提早大選的原因則是因爲副首席部長馬丁·麥吉尼斯不滿首席部長范愛玲拒因可再生熱能計劃醜聞下台，於2017年1月9日宣布辭職，導致政府解散。这次大選前，議會内共有八個政黨。

## 陣營
根據貝爾法斯特協議，北愛爾蘭議會内的政黨必須從「聯合派」（即支持北愛留在英國的所謂親英派）、「民族派」（支持和愛爾蘭共和國統一的派系）或「其他」三大陣營中擇一加入，而重要議案必須獲得跨陣營支持。暫時，沒有議員參加多於一個陣營。以下乃大選前的陣營分佈：
| 政黨 | 政黨           | 上次贏得議席 | 按上次得票模擬的本次結果 | 本次實際選舉結果 | 陣營   |
| ---- | -------------- | ------------ | ------------------------ | ---------------- | ------ |
|      | 民主統一黨     | 38           | 33                       | 28               | 聯合派 |
|      | 新芬黨         | 28           | 23                       | 27               | 民族派 |
|      | 阿爾斯特統一黨 | 16           | 11                       | 10               | 聯合派 |
|      | 社會民主工黨   | 12           | 11                       | 12               | 民族派 |
|      | 北愛爾蘭聯盟黨 | 8            | 8                        | 8                | 其他   |
|      | 北愛爾蘭綠黨   | 2            | 2                        | 2                | 其他   |
|      | 人民先於利潤   | 2            | 1                        | 1                | 其他   |
|      | 傳統統一之聲   | 1            | 1                        | 1                | 聯合派 |
|      | 獨立議員       | 1            | 0                        | 1                | 聯合派 |
| 總數 | 總數           | 108          | 90                       | 90               |        |

### 議席
自本屆起，因代表每個選區的議席數量由六席減至五席，議會議員數量由上屆的108名下調至現今的90名。

## 餘波
因為北愛自治政府的兩名首腦為議會兩派中最大黨黨魁，議會兩派必須籌組聯合政府。
選舉之後，新芬黨仍因范愛玲的可再生熱能計劃醜聞而不願與民主統一黨達成權力分享方案，以致未能達成共識。時至2018年9月，談判一直破裂，北愛爾蘭在長達590日未能正式組成籌組內閣，並打破2010年比利時的紀錄。因此北爱一直处于行政管理真空状态，导致医疗和教育等公共服务领域发生财政困难。
後北爱两党繼續談判，最终同意以推行保護愛爾蘭語和阿爾斯特蘇格蘭語的法案為前提，于2020年1月10日签署权力分享协议。1月11日，北爱议会和政府正式恢复运转，并选举出北爱首席部长和副首席部长。而新政府包括了北愛的五大黨。